# Степанян, Валерий Мартиросович
Валерий Мартиросович Степанян (арм. Վալերի Մարտիրոսի Ստեփանյան; 2 июня 1963) — советский и армянский футболист, полузащитник.

## Карьера
Профессиональную карьеру начинал в новороссийском «Цемент». Далее выступал за «Динамо» из Махачкалы во второй лиге. После распада СССР в 1992 играл за «Шенгавит» и «Зораван» в чемпионате Армении. Профессиональную карьеру завершил в «КанАЗе».